# La voix humaine
La voix humaine (Den mänskliga rösten) är en opera (tragédie lyrique) i en akt av Francis Poulenc efter Jean Cocteaus skådespel Vox humana (1930).

## Historia
Cocteau intresserade sig för fenomenet "opersonlig kommunikation". Telefonen gör det möjligt att ta avsked utan personlig kontakt. Operan är en 45 minuter lång monolog av en kvinna som i telefon tar avsked av sin älskare. Poulenc skrev den speciellt för sångerskan Denise Duval. Operan uruppfördes på Opéra-Comique i Paris 6 februari 1959 under musikalisk ledning av Georges Prêtre. Svensk premiär på Kungliga Operan i Stockholm den 19 april 1974. Premiär på Göteborgsoperan den 13 april 2019 i regi och med scenografi av David Radok.

## Personer
- En ung kvinna (Sopran)

## Handling
En ung kvinna ligger till synes livlös på sängen i sitt sovrum. Hon rör sig först när telefonen ringer. Hennes älskade, som skall gifta sig med en annan, vill ta avsked av henne. Till en början behåller hon fattningen, men påminns snart om deras gemensamma minnen och blir förtvivlad för att till sist bryta samman när telefonsamtalet närmar sig sitt slut.